# Vega (sonde spatiale)
Pour les articles homonymes, voir Véga (homonymie).

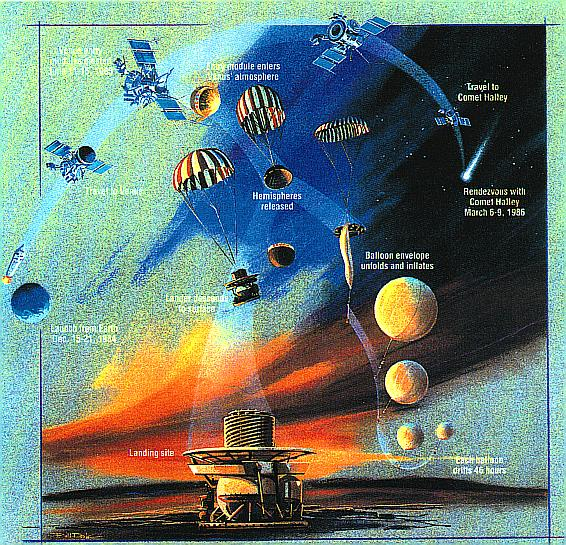
Description de la mission Vega.

Vega 1 et Vega 2 sont deux sondes spatiales soviétiques lancées en 1984 avec une double mission : l'étude de Vénus depuis l'orbite et à l'aide de ballons-sondes et le survol de la comète de Halley, pour profiter de son passage en 1986 à proximité du Soleil qui ne se reproduit que tous les 76 ans.
Le survol de la comète de Halley avait donné lieu à une mobilisation mondiale : outre les 2 sondes soviétiques, la sonde européenne Giotto et 2 sondes japonaises, Suisei et Sakigake, effectuèrent un survol de la comète. Les deux sondes Vega 1 et Vega 2, construites par l'Union Soviétique avec, pour l'instrumentation, l'aide de nombreux pays de l'Europe de l'est et de l'ouest dont la France, l'Allemagne et les États-Unis, étaient basées sur les modèles des sondes vénusiennes du programme Venera. L'appellation « Vega » est une contraction de Венера (« Venera », en français Vénus) et de Галлей (« Gallej », en français Halley).
Les sondes devaient initialement être construites dans le cadre d'un programme franco-soviétique combinant un orbiteur et un grand ballon-sonde destiné à flotter dans l'atmosphère de Vénus. À la suite de l'annulation de la participation américaine au programme de survol de Halley, les deux sondes sont modifiées pour pouvoir survoler la comète et le grand ballon est remplacé par un ballon de taille beaucoup plus modeste. Les deux sondes sont lancées respectivement le 15 décembre et le 21 décembre 1984. Elles survolent Vénus les 11 juin et le 15 juin 1985 et y larguent chacune un atterrisseur et un ballon-sonde. Puis elles survolent la comète de Halley les 6 mars et le 9 mars 1986, prenant des photos qui permettent d'évaluer la forme et les dimensions du noyau cométaire, et montrent, à la surprise des spécialistes, qu'il est noir comme du charbon.
Les sondes Vega sont, à fin 2023, les dernières sondes d'exploration du système solaire soviético-russes ayant réussi à atteindre leurs objectifs.

## Contexte
Au début des années 1980, les Soviétiques commencent à concevoir avec l'agence spatiale française et dans le prolongement de leur programme d'exploration de Vénus, une mission d'étude de cette planète qui doit pour la première fois déployer un grand ballon dans l'atmosphère de cette planète (projet Venera 84). À la même époque le retour de la comète de Halley, prévu pour 1985, suscite l'intérêt des scientifiques du monde entier et les agences spatiales soviétique, américaine et japonaise envisagent de lancer des missions à sa rencontre. Les Soviétiques décident de fusionner les deux projets en baptisant la future mission Vega (contraction en russe de Venera et Halley), et demandent aux Français un projet révisé avec des ballons de taille plus modeste, mais qui ne pouvait pas être mis sur pied dans les temps imposés. La participation française en collaboration sur plusieurs expériences embarquées sur les sondes Vega. En cohérence avec la libéralisation récente du régime soviétique (la Perestroïka), les responsables du projet lancent pour la première fois dans l'histoire du programmes spatial soviétique un appel à contribution international au niveau instrumental.

### Développement des ballons des missions Vega
Les missions Vega sont à ce jour (en 2023) les seules à avoir mis en œuvre un ballon. L'idée en revient à l'origine à  Jacques Blamont, à l'époque directeur scientifique et technique du CNES qui la propose en 1967 aux soviétiques dans le cadre de la coopération franco-soviétique dans le domaine spatial à l'époque très active. Le projet consistait à développer une flottille de petits ballons. Mais les responsables soviétiques décident en 1972 de développer une mission, baptisée Eos-Vénus, emportant un ballon unique de grande taille (nacelle de 165 kg). Le projet, auquel la France collabore, est finalement abandonné par les soviétiques en 1980 au profit du développement de deux petits ballons qui doivent être déployés au cours des deux missions du programme Vega qui seront lancées en 1984. Le CNES se retire du projet mais participe à la fourniture des batteries au lithium et du néphélomètre en servant d'intermédiaire entre les fournisseurs américains et les soviétiques (à cette époque de la guerre froide, les américains n'ont théoriquement pas le droit d'exporter ce type d'équipement vers l'Union soviétique).

## Objectifs
Les sondes Vega 1 et 2 se composent de deux modules :
- un module atterrisseur qui doit analyser l'atmosphère de Vénus durant sa descente en larguant une sonde porteuse d'un ballon-sonde de 3,4 m de diamètre une fois gonflé, qui doit évoluer entre 53 et 55 km d'altitude, zone des nuages d'acide sulfurique et de vents violents ;
- un module principal qui après le survol de Vénus doit survoler la comète de Halley en mars 1986.

## Caractéristiques techniques
Les sondes Vega 1 et Vega 2 sont identiques. Chaque sonde spatiale comprend un vaisseau-mère qui transporte l'atterrisseur qui doit se poser sur la surface de Vénus. Ce dernier doit libérer durant sa traversée de l'atmosphère un ballon-sonde. Le vaisseau-mère effectue un simple survol de Vénus. Alors qu'il est encore à proximité de Vénus il collecte les données transmises par le ballon-sonde et l'atterrisseur dont la durée de vie est très brève puis poursuit sa route en se dirigeant vers la sonde de Halley qu'il doit survoler. Les deux sondes spatiales sont conçues par le bureau d'études Babakine et construites sous le nom de code 5VK par Lavotchkine à Khimki.

## Vaisseau-mère
Le vaisseau-mère a des caractéristiques très proches des sondes spatiales Venera 9 à Venera 14. Les différences portent sur l'adoption des panneaux solaires de grande taille des sondes spatiales Venera 15/16, le doublement de la quantité d'ergols emportée (590 kg au lieu de 245 kg)  et l'ajout d'un bouclier pour se protéger des impacts des poussières de la comète. Chaque sonde est alimentée en énergie par deux grands panneaux solaires. Les instruments comprennent une antenne parabolique, des caméras, un spectromètre, une sonde à rayonnement infrarouge, des magnétomètres (MISCHA) et des sondes à plasma. Chaque sonde, d'un poids unitaire de 4 920 kg, fut lancée par une fusée Proton-K depuis Baïkonour. Les deux sondes étaient stabilisées sur trois axes. Chaque sonde a reçu un double bouclier qui doit la protéger des collisions avec la poussière émise par la comète de Halley.

### Instruments principaux de la sonde
Les instruments utilisés au moment du survol de la comète comportent :
1. Caméras ;
2. Spectromètre infrarouge ;
3. Spectromètre à rayonnement ultraviolet et lumière visible ;
4. Détecteurs de pénétration du bouclier ;
5. Détecteurs de poussière ;
6. Spectromètre de masse pour la poussière ;
7. Spectromètre de masse de gaz neutre ;
8. Instrument d'analyse de l'énergie du plasma APV-V ;
9. Instrument d'analyse de l'énergie des particules ;
10. Magnétomètre ;
11. Instruments d'analyse du rayonnement et du plasma.

## Atterrisseur
Les atterrisseurs sont identiques à ceux mis en œuvre lors des précédentes missions Venera. Ils doivent étudier l'atmosphère et le sol superficiel ; chacun dispose d'instruments pour analyser la température et la pression, d'un spectromètre ultraviolet, d'un système de mesure de la concentration en eau, d'un chromatographe en phase gazeuse, d'un spectromètre à rayonnement X, d'un spectromètre de masse et d'un outil permettant de prélever un échantillon du sol.

### Charge utile
La charge utile comprenait les instruments suivants :
- Capteurs météorologiques températures et pression ;
- Chromatographe en phase gazeuse Sigma-3 ;
- Spectromètre taille des particules LSA ;
- Instrument d'analyse des aérosols IFP ;
- Hygromètre VM-4 ;
- Néphélomètre/diffusomètre ISAV-A ;
- Spectromètre de masse Malakhit-V ;
- Spectromètre ultraviolet ISAV-S ;
- Foreuse BDRP-AM25 + spectrofluoromètre à rayon gamma pour l'analyse du sol ;
- Spectromètre à rayons gamma GS-15-STsV ;
- Pénétromètre PrOP-V ;
- Petites batteries solaires.

## Le ballon-sonde

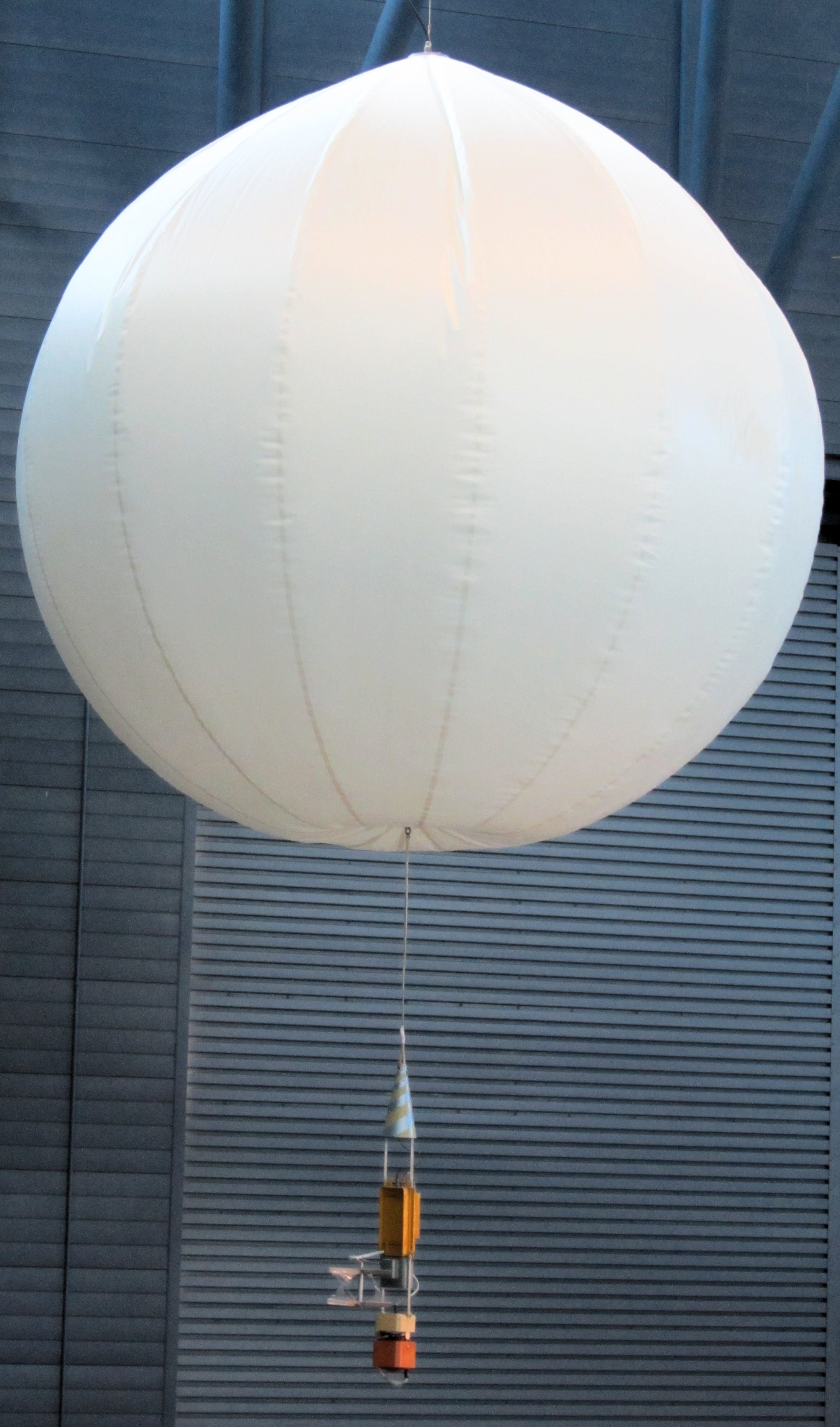
Le ballon de la mission Vega au Centre Steven F. Udvar-Hazy.

Le ballon-sonde, de type à pression constante, a un diamètre de 3,4 mètres et pèse en tout 25 kg avec les instruments. Il est déployé à 54 km de la surface dans la partie la plus active de l'atmosphère de Vénus. Les batteries électriques qui alimentent les instruments scientifiques leur permettent de mesurer la température, la pression atmosphérique et la vitesse du vent durant 60 heures. Les deux ballons de Vega 1 et Vega 2 purent transmettre des données durant 46 heures.
Le ballon, de forme sphérique est rempli avec de l'hélium. Une nacelle pesant 6,9 kg et mesurant 1,3 mètre de long est suspendue sous le ballon par l'intermédiaire d'un câble de 13 mètres de long. La masse avant largage par la sonde spatiale est de 123 kilogrammes en incluant le parachute utilisé par son déploiement, le système de gonflage du ballon, un ballast, etc.. La partie supérieure de la nacelle est coiffée par une antenne conique de 37 cm de haut et 15 cm de diamètre à la base. Sous l'antenne se trouve un module contenant l'émetteur radio et le système de contrôle électronique. La partie inférieure de la nacelle contient les instruments scientifiques et les batteries,.
Les instruments comprennent :
- Un bras comportant un thermomètre constitué d'une résistance sur un film mince et un anémomètre réalisé avec une hélice dont la vitesse de rotation est mesurée grâce à des photodétecteurs à Led ;
- un module contenant un photodétecteur à diode pour mesurer le niveau de lumière et un baromètre à quartz ;
- un module contenant les batteries ainsi qu'un néphélomètre permettant de mesurer la densité des nuages grâce à la réflexion de la lumière.

Le petit émetteur radio de faible puissance permet de transmettre des données à la vitesse très réduite de 2048 bits par seconde bien que le système utilise des techniques de compression pour faire passer le plus de données possibles via cette étroite bande passante. Néanmoins, la fréquence des mesures par les instruments est de 75 secondes. Les données radio émises par le ballon sont captées par deux réseaux rassemblant en tout 20 radio-télescopes comprenant un réseau soviétique dont la coordination est assurée par l'académie des Sciences de l'URSS et un réseau international pris en charge par l'agence spatiale française (CNES).
Les ballons sont largués sur la face non éclairée de la planète et déployés à une altitude d'environ 50 kilomètres. Ils prennent un peu de hauteur (quelques kilomètres) avant de trouver une altitude où la force ascensionnelle s'équilibre avec le poids de la nacelle. À cette altitude, la pression et la température de l'atmosphère de Vénus sont proches de celles de la Terre. Toutefois, les vents soufflent avec la force d'un ouragan et l'atmosphère est composée essentiellement de dioxyde de carbone mélangé avec de l'acide sulfurique et des concentrations plus faibles d'acide chlorhydrique et d'acide fluorhydrique.
Les ballons se sont rapidement déplacés de la face nocturne de la planète vers la face éclairée avant que les batteries ne s'épuisent et que le contact soit perdu. Les données télémétriques indiquent que le déplacement des ballons comprenait des déplacements verticaux dans l'atmosphère qui n'avaient pas été détectés par les missions précédentes. Avec ces déploiement réussis, les deux ballons deviennent les premiers aérobots à voler sur une autre planète que la Terre.

## Déroulement de la missionVega 1

### Étude de Vénus
Le survol de Vénus a lieu le 11 juin 1985. La sonde largue à proximité de la planète, quelques jours avant le survol proprement dit, un sous-ensemble qui a la forme d'une sphère de 240 cm de diamètre pesant 1 500 kg. Ces sous-ensembles, qui contiennent un atterrisseur et un ballon-sonde, rentrent dans l'atmosphère vénusienne sans changement d'inclinaison.
Les instruments de Vega 1 seront mis en route de manière accidentelle par une rafale de vent particulièrement violente 20 km au-dessus de la surface et en conséquence ne fournirent aucune donnée. L'atterrissage eut lieu aux coordonnées suivantes : 7.5° N, 177.7° E.

### Le survol de la comète de Halley
Après leur survol de Vénus, les sondes Vega prennent la direction de la comète de Halley en utilisant l'assistance gravitationnelle de Vénus. L'objectif est de survoler au plus près le noyau de la comète et de fournir des informations sur la dimension du noyau, sa forme, la température et les caractéristiques de la surface, la structure et la dynamique de sa queue, la composition des gaz près du noyau, la composition des particules de poussière et leur distribution en fonction de la distance du noyau ainsi que les interactions entre le vent solaire et la comète.
Parmi les cinq sondes spatiales lancées à la rencontre de la comète de Halley Vega 1 est la première à survoler celle-ci. Elle commence à prendre des photos de celle-ci le 4 mars alors qu'elle se trouve à 14 millions de kilomètres de celle-ci. Vega 1 commence à détecter des molécules d'eau en provenance de la comète ionisées et accélérées par le vent solaire alors qu'elle se trouve à 10 millions de kilomètres de la comète de Halley. Vega 1 survole la comète le 6 mars. Son magnétomètre commence par relever un renforcement du champ magnétique à 3 h 46 TU alors qu'elle se trouve à 1,1 million de kilomètres. Cet événement correspond à la région de l'espace où le champ magnétique solaire se heurte au gaz ionisé issu de la comète. Le détecteur américain de poussières embarqué sur Vega 1 détecte les premières poussières de la queue alors que la sonde spatiale se trouve à 637 000 kilomètres du noyau. Elles se révèlent d'une taille beaucoup plus faible que ce qui était prévu. La caméra parvient à détecter de manière plus précise le noyau alors que celui-ci n'est plus qu'à 50 000 kilomètres. L'image fait apparaître deux zones brillantes distinctes. Le choc des poussières met hors service un premier instrument à 28 600 kilomètres. Vega 1 survole le noyau à 7 h 20 UTC en passant à une distance de 8 890 kilomètres et à une vitesse de 79,2 km/s. Le détecteur de poussières enregistre au moment de ce passage un pic brutal du nombre de particules qui passe de 100 à 40 000 par seconde. Alors que la sonde spatiale s'est éloignée de 45 000 kilomètres du noyau les instruments détectent la traversée d'un jet de gaz de 500 kilomètres de large. À l'issue de ce survol, 55 % des cellules solaires ne fonctionnent plus et deux des instruments montés sur les panneaux solaires sont hors service.

## Déroulement de la missionVega 2

### Étude de Vénus
Le survol de Vénus  par Vega 2 a lieu le 15 juin 1985. La sonde largue à proximité de la planète, quelques jours avant le survol proprement dit, un sous-ensemble qui a la forme d'une sphère de 240 cm de diamètre pesant 1 500 kg. Ces sous-ensembles, qui contiennent un atterrisseur et un ballon-sonde, rentrent dans l'atmosphère vénusienne sans changement d'inclinaison. Le ballon-sonde est largué à 62 km d'altitude.
L'atterrisseur de Vega 2 touche le sol le 15 juin 1985 à 3 h 00 UT à 8,5° S, 164,5° E dans la partie est de Aphrodite Terra. Le lieu d'atterrissage de la sonde est situé à environ 100 mètres au-dessus du niveau moyen de Vénus. La pression est de 91 atmosphères et la température de 736 kelvins (463 °C). L'échantillon de sol analysé est un silicate riche en aluminium et pauvre en magnésium et en fer, similaire aux roches des montagnes de la Lune. Il est de type anorthosite-troctolite. Des données seront transmises durant 56 minutes.

### Survol de la comète de Halley
Alors que Vega 1 s'éloigne de la comète, c'est au tour de Vega 2 d'entrer en scène. Cette sonde spatiale commence à prendre des photos de la comète de Halley le 7 mars 1986 pour préciser la position de son noyau. Le survol a lieu le 9 mars. L'entrée dans la zone d'influence de la comète se produit alors que la sonde spatiale se situe à une distance de 1,5 million de kilomètres. Mais cette influence, signalée dans un premier temps par une augmentation de la température du plasma, est beaucoup moins marquée que dans le cas de Vega 1 et les premières poussières ne sont détectées qu'à 280 000 kilomètres soit à une distance deux fois moins importante. La sonde spatiale traverse une première zone de poussières plus dense à 150 000 kilomètres et connaîtra un nouveau pic 50 000 kilomètres après le survol. La faible densité de la poussière est mise sur le compte d'une orientation différente de la comète : au moment du survol, les zones actives (émettant des jets de poussière) ne sont pas tournées vers le Soleil ce qui contribue à confirmer la période de rotation de 52 heures qui situerait le passage de Vega 2 une rotation et demi après celle de Vega 1. 32 minutes avant le survol, le processeur chargé de pointer la plateforme orientable supportant la caméra et les spectromètres tombe en panne et c'est un système de secours, moins précis qui doit prendre le relais. 700 photos sont prises durant le survol qui a lieu à 7 h 20 TU, à une distance de 8 030 kilomètres et à une vitesse de 76,8 kilomètres par seconde. Les images prises sont plus floues que ce qui était espéré compte tenu de la densité plus faible de poussière. Le spectromètre à plasma parvient à identifier les gaz les plus abondants avant de tomber en panne : ce sont les ions de l'eau suivis de ceux du dioxyde de carbone. Un pic dans le spectre est attribué à la présence de fer. De toutes les sondes de l'« armada Halley », Vega 2 est celle qui subit les dégâts les plus importants. Les trois capteurs du magnétomètre sont perdus ainsi qu'un des détecteurs acoustiques de poussière tandis que les panneaux solaires perdent 80% de leurs cellules solaires. Les détecteurs d'ondes de plasma sont en partie endommagés. Bien que diminuée, la sonde spatiale parvient à effectuer deux séries supplémentaires de photos après le survol les 10 et 11 mars et à transmettre celles-ci. Les photos les plus nettes prises à faible distance montrent un noyau patatoïdal en forme de cacahuète long de 14 kilomètres pour une largeur de 7,5 kilomètres. Ces images permettent d'exclure la présence de plusieurs noyaux distincts et de valider l'hypothèse émise trois décennies plus tôt par l'astronome Fred Lawrence Whipple qui avait avancé que le noyau était une boule de neige sale. Mais à la surprise générale l'albédo mesuré est particulièrement faible (4 %) similaire à celui du charbon alors que la communauté scientifique s'attendait à celle d'une boule de glace (donc proche de 100 %). Comme l'indique la présence de jets distincts le processus de sublimation à l'œuvre à la surface n'est pas uniforme ce qui contredit une autre des hypothèses de Whipple. On distingue sur les photos deux centres brillants émetteurs de jets particulièrement puissants et cinq ou six jets étroits. Un des résultats plus importants est la mesure de la température de la surface comprise entre 300 et 400 kelvins, c'est-à-dire beaucoup plus que ce qui était prédit sur la base du modèle de la boule de glace. Pour expliquer ces divergences par rapport aux modèles avancés, les scientifiques soviétiques émettent l'hypothèse que le noyau de glace est recouvert d'une fine croûte de couleur sombre épaisse de quelques millimètres ; à certains endroits cette croûte disparaît ce qui permet une sublimation plus importante et est à l'origine des jets observés. Les instruments des deux sondes Vega permettent de déterminer qu'au moment du survol, Halley éjecte chaque seconde 40 tonnes de vapeur d'eau et plusieurs dizaines de tonnes de poussière (moitié moins lors du survol de Vega 2 qui a lieu trois jours après celui de Vega 1).
Les informations envoyées par les sondes permirent également à la sonde européenne Giotto d'ajuster sa trajectoire pour passer au plus près du noyau de la comète. Vega 1 et 2 envoyèrent au total 1 500 photos de la comète. Les sondes furent désactivées quelques semaines après la rencontre avec la comète. Le contact avec Vega 2 fut interrompu le 24 mars 1986. Vega 1 et 2 sont depuis placées sur une orbite héliocentrique.